# 弗龍季夫卡
49°5′38″N 29°33′45″E / 49.09389°N 29.56250°E
弗龍季夫卡（烏克蘭語：Фронтівка）是位於烏克蘭西南部文尼察州裏文尼察區的村莊。該村位於吉爾西基季基奇河畔，始建於1682年，面積2.17平方公里，海拔高度266米，2001年人口733，人口密度每平方公里337.79人。